# Équipe de France de rugby à XV à la Coupe du monde 2019
L'équipe de France de rugby à XV participe à la Coupe du monde en 2019, pour la neuvième fois en autant d'éditions.

## Préparation de l'évènement

### Quatrième dans le Tournoi
Le XV de France commence l'année 2019 par le Tournoi des Six Nations dans un contexte morose. Quelques mois plus tôt, les Bleus ont été humiliés au Stade de France par la modeste sélection des îles Fidji l'emportant pour la première fois face à la France. Malgré une promesse d'un jeu offensif avec l'arrivée de nouveaux jeunes joueurs, le sélectionneur Jacques Brunel refuse de donner un objectif pour ce Tournoi. Lors de la première journée, l'équipe de France se fait remonter par le Pays de Galles à domicile (19-24) après avoir mené 16-0 à la mi-temps. Une semaine plus tard, les Bleus sont écrasés par l'Angleterre à Twickenham dans un match à sens unique (44-8). La victoire face à l'Écosse (27-10) à Saint-Denis vient interrompre cette série négative avant que les Bleus subissent une nouvelle défaite en Irlande (26-14). Le succès étriqué contre l'Italie (25-14) lors du dernier match permet d'accrocher la quatrième place de la compétition. Les observateurs constatent l'écart de niveau entre l'équipe de France et les autres équipes sur le podium. Qualifiant ce Tournoi de « déception », Jacques Brunel et son staff sont sévèrement critiqués dans la presse et même en interne. Le nom de Fabien Galthié est cité pour venir renforcer l'encadrement.
| Rang | Nation              | J | V | N | D | Bo | Bd | Pm  | Pe  | Diff | Pts |
| ---- | ------------------- | - | - | - | - | -- | -- | --- | --- | ---- | --- |
| 1    | Pays de Galles (GC) | 5 | 5 | 0 | 0 | 0  | 0  | 114 | 65  | +49  | 23  |
| 2    | Angleterre          | 5 | 3 | 1 | 1 | 4  | 0  | 184 | 101 | +83  | 18  |
| 3    | Irlande             | 5 | 3 | 0 | 2 | 2  | 0  | 101 | 100 | +1   | 14  |
| 4    | France              | 5 | 2 | 0 | 3 | 1  | 1  | 93  | 118 | -25  | 10  |
| 5    | Écosse              | 5 | 1 | 1 | 3 | 2  | 1  | 105 | 125 | -20  | 9   |
| 6    | Italie              | 5 | 0 | 0 | 5 | 0  | 0  | 79  | 167 | -88  | 0   |

### Phase de préparation
| Samedi 17 août 2019 21h05 CET | France | 32 – 3 (20 – 3) | Écosse                                                               | Allianz Riviera, Nice Arbitre : Nigel Owens |
| Samedi 17 août 2019 21h05 CET | Essai(s) : 5 Raka (1re), Médard (22e, 53e), Alldritt (33e), Dupont (60e) Transformation(s) : 2 Lopez (2e, 61e) Pénalité(s) : 1 Lopez (14e) |                 | Pénalité(s) : 1 Hastings (25e) Carton(s) jaune(s) : 1 Hastings (32e) | Allianz Riviera, Nice Arbitre : Nigel Owens |
| Samedi 17 août 2019 21h05 CET | |                 |                                                                      | Allianz Riviera, Nice Arbitre : Nigel Owens |

| Samedi 24 août 2019 13h10 WEST 14h10 CEST | Écosse | 17 - 14 (10 - 14) | France                                                              | Murrayfield Stadium, Édimbourg Arbitre : Wayne Barnes |
| Samedi 24 août 2019 13h10 WEST 14h10 CEST | Essai(s) : 2 Maitland (39e), Harris (58e Transformation(s) : 2 Laidlaw (40e, 59e) Pénalité(s) : 1 Laidlaw (5e) |                   | Essai(s) : 2 Penaud (2e, 27e) Transformation(s) : 2 Ramos (3e, 28e) | Murrayfield Stadium, Édimbourg Arbitre : Wayne Barnes |
| Samedi 24 août 2019 13h10 WEST 14h10 CEST | |                   |                                                                     | Murrayfield Stadium, Édimbourg Arbitre : Wayne Barnes |

| Vendredi 30 août 2019 21h10 CEST | France | 47 - 19 (19 - 7) | Italie | Stade de France, Saint-Denis Arbitre : Matthew Carley |
| Vendredi 30 août 2019 21h10 CEST | Essai(s) : 7 Huget (3e), Essai de pénalité (24e, Chat (31e), Dupont (43e), Iturria (46e), Lauret (59e), Ramos (74e) Transformation(s) : 6 Essai de pénalité (24e), Ntamack (33e, 44e, 47e, 60e, 76e) Carton(s) jaune(s) : 2 Picamoles (18e), Slimani (22e) |                  | Essai(s) : 3 Bellini (20e, 67e), Polledri (51e) Transformation(s) : 2 Allan (21e, 52e) Carton(s) jaune(s) : 1 Bellini (24e) | Stade de France, Saint-Denis Arbitre : Matthew Carley |
| Vendredi 30 août 2019 21h10 CEST | |                  | | Stade de France, Saint-Denis Arbitre : Matthew Carley |

## Acteurs

### Joueurs retenus

#### Présélection
Le 18 juin 2019, Jacques Brunel dévoilera une première liste de joueurs pour préparer la Coupe du monde. Elle sera composée de 31 joueurs et de 6 réservistes. Le sélectionneur aura jusqu'au 2 septembre pour annonce un groupe officiel de 31 joueurs.
Le lundi 13 mai, le journal spécialisé, le Midi Olympique, dévoile une liste de soixante-cinq joueurs suivis prioritairement par le staff du XV de France. Les joueurs en question doivent alors fournir des documents administratifs et reçoivent une charge de travail de préparation physique à effectuer. La liste est corrigée quelques heures plus tard par la fédération française de rugby, modifiant trois noms, tout en maintenant le total à 65 et précise que la liste est « non exhaustive, en aucun cas fermée ou définitive ».

#### Groupe sélectionné pour la préparation

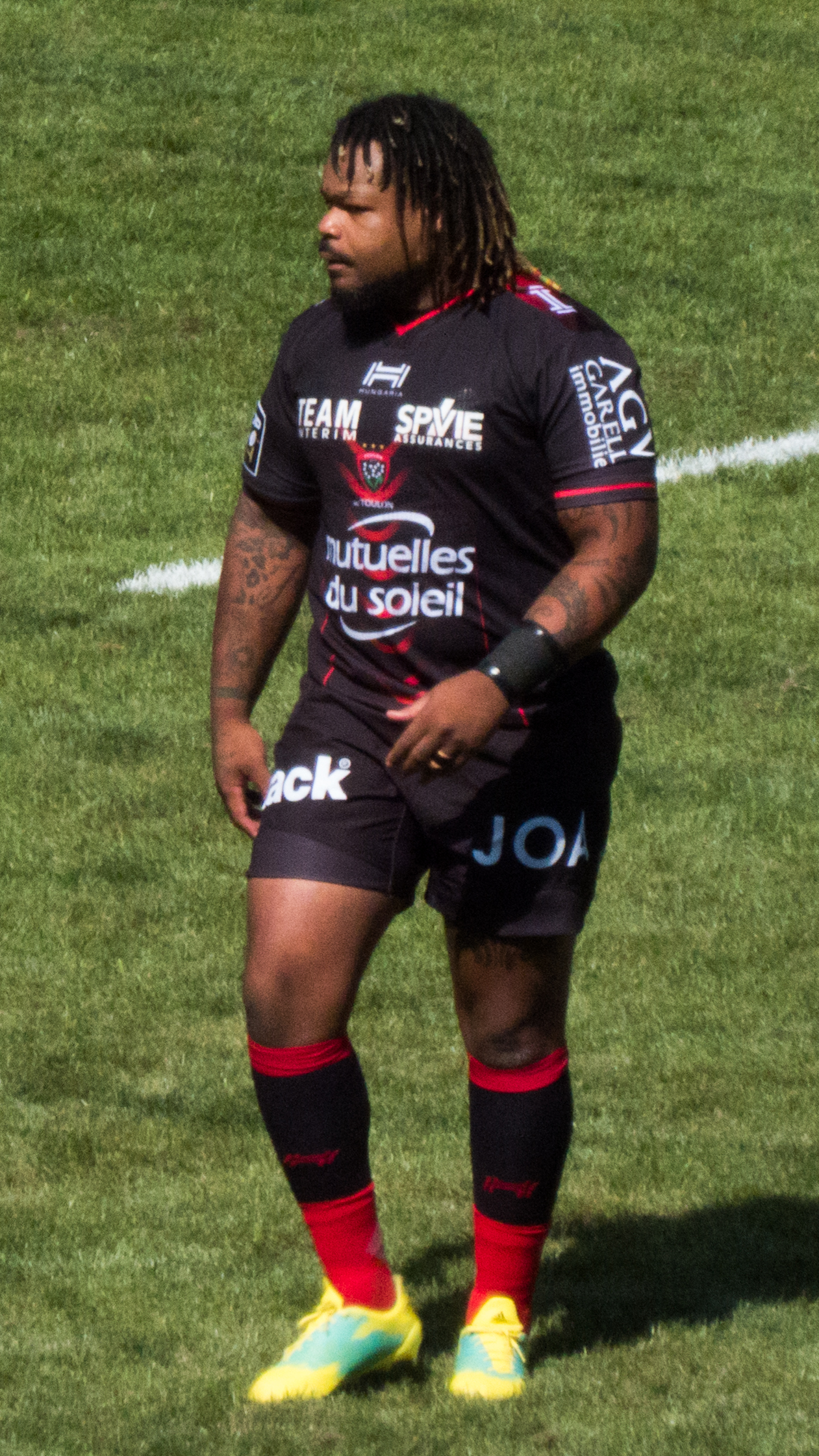
Mathieu Bastareaud est le principal absent de la liste de Jacques Brunel.

Jacques Brunel dévoile la liste des 37 joueurs (31 + 6 suppléants) pour préparer la Coupe du monde le 18 juin au siège de la Fédération française de rugby.
Avec une moyenne d'âge de 26 ans, le groupe est à peine plus jeune qu'en 2015. Guilhem Guirado (capitaine) et Louis Picamoles, 33 ans chacun, sont les doyens du groupe tandis que l'ouvreur Romain Ntamack, 20 ans, est le cadet. Le nombre moyen de sélections est également inférieur à il y a quatre ans (22 contre 28). Le troisième-ligne montpelliérain Louis Picamoles est le joueur le plus capé avec 77 sélections. Onze joueurs présents dans la liste possèdent 5 sélections ou moins dont quatre qui ne comptent aucune cape avec le XV de France (Emerick Setiano, Peato Mauvaka, Alivereti Raka et François Cros). À l'inverse, seuls cinq joueurs ont 50 sélections ou plus (Rabah Slimani, Guilhem Guirado, Louis Picamoles, Yoann Huget et Maxime Médard). Les clubs les plus représentés sont le Stade toulousain et l'ASM Clermont (finalistes du Top 14) avec huit joueurs chacun présents dans la liste. Seuls neuf joueurs ont déjà disputé une Coupe du monde : Rabah Slimani (2015), Guilhem Guirado (2011 et 2015), Bernard Le Roux (2015), Louis Picamoles (2011 et 2015), Gaël Fickou (2015), Wesley Fofana (2015), Sofiane Guitoune (2015), Yoann Huget (2015) et Maxime Médard (2011). Enfin, Demba Bamba et Romain Ntamack sont les deux seuls champions du monde des moins de 20 ans 2018 présents dans la liste des 37.
L'absence de Mathieu Bastareaud (53 sélections et vice-capitaine sous Brunel) retient particulièrement l'attention des médias. Selon le journal L'Équipe, le centre du RC Toulon pâtit de l'arrivée de Fabien Galthié dans le staff préférant des joueurs plus mobiles chez les trois-quarts. Il est remplacé numériquement par Sofiane Guitoune (plus appelé depuis 2015 mais finaliste du Top 14 avec Toulouse). Parmi les autres « surprises » figurent Peato Mauvaka (talonneur) et Emerick Setiano (pilier) qui ont peu d'expérience en professionnel. Parmi les demis, Maxime Machenaud est préféré à Morgan Parra (71 sélections) en numéro 9. Alivereti Raka (24 ans), d'origine fidjienne et naturalisé français depuis 2019, est enfin sélectionné alors qu'il avait manqué le Tournoi sur blessure. Bernard Le Roux (30 ans, 33 sélections), quant à lui, est également présent malgré ses trois matches de suspension pour placage dangereux en championnat. Enfin, Arthur Iturria, blessé à la cuisse en fin de saison, est retenu mais aura un début de préparation aménagé avec un « délai de cinq-six semaines pour récupérer » selon Jacques Brunel.
Les autres grands absents cités par les médias sont Uini Atonio (pilier, 32 sélections), Yoann Maestri (deuxième ligne, 65 sélections), Virimi Vakatawa (centre, 17 sélections) et Teddy Thomas (ailier, 16 sélections).
Virimi Vakatawa est appelé dans le groupe le 20 août 2019 à la suite du forfait de Geoffrey Doumayrou.

#### Liste définitive
Jacques Brunel annonce le groupe définitif de 31 joueurs sélectionnés pour la Coupe du monde le lundi 2 septembre (dans 20h Le Mag, deuxième partie du Journal de 20 heures de TF1, diffuseur exclusif de la compétition en France). Trois joueurs initialement hors du groupe sont sélectionnés pour le Japon :
- Virimi Vakatawa remplace Geoffrey Doumayrou, blessé
- Charles Ollivon prend la place du deuxième ligne Félix Lambey
- Cyril Baille, non-réserviste en juin et appelé après le forfait d'Étienne Falgoux, est préféré à Dany Priso

Le soir du premier match de l'équipe de France face à l'Argentine, Pierre-Louis Barassi est appelé par le sélectionneur pour pallier le forfait de Wesley Fofana. Le 28 septembre, c'est au tour du pilier Demba Bamba d'être contraint de déclarer forfait. Il est remplacé par Cedate Gomes Sa.
Deux nouveaux joueurs sont blessés à l'issue du second match. Le talonneur Christopher Tolofua et l'arrière Vincent Rattez sont appelés le 4 octobre pour suppléer Peato Mauvaka et Thomas Ramos.

##### Avants
| Nom                     | Naissance         | Sélections (Ptsmarqués) | Club                  | Année de 1re sélection |         |
| Piliers                 | Piliers           | Piliers                 | Piliers               | Piliers                | Piliers |
| ----------------------- | ----------------- | ----------------------- | --------------------- | ---------------------- | ------- |
| Cyril Baille            | 15 septembre 1993 | 13 (0)                  | Stade toulousain      | 2016                   |         |
| Demba Bamba             | 17 mars 1998      | 6 (0)                   | Lyon OU               | 2018                   |         |
| Cedate Gomes Sa         | 7 août 1993       | 9 (5)                   | Racing 92             | 2018                   |         |
| Jefferson Poirot        | 1er novembre 1992 | 29 (0)                  | Union Bordeaux Bègles | 2016                   |         |
| Emerick Setiano         | 19 juillet 1996   | 3 (0)                   | RC Toulon             | 2019                   |         |
| Rabah Slimani           | 18 octobre 1989   | 53 (20)                 | ASM Clermont Auvergne | 2013                   |         |
| Talonneur               |                   |                         |                       |                        |         |
| Camille Chat            | 18 décembre 1995  | 22 (10)                 | Racing 92             | 2016                   |         |
| Guilhem Guirado         | 17 juin 1986      | 70 (40)                 | Montpellier HR        | 2008                   |         |
| Peato Mauvaka           | 10 janvier 1997   | 1 (0)                   | Stade toulousain      | 2019                   |         |
| Christopher Tolofua     | 31 décembre 1993  | 7 (0)                   | RC Toulon             | 2012                   |         |
| Deuxièmes ligne         |                   |                         |                       |                        |         |
| Paul Gabrillagues       | 3 juin 1993       | 13 (5)                  | Stade français        | 2017                   |         |
| Bernard Le Roux         | 4 juin 1989       | 33 (0)                  | Racing 92             | 2013                   |         |
| Sébastien Vahaamahina   | 21 octobre 1991   | 42 (0)                  | ASM Clermont Auvergne | 2012                   |         |
| Troisièmes ligne aile   |                   |                         |                       |                        |         |
| Yacouba Camara          | 2 juin 1994       | 15 (0)                  | Montpellier HR        | 2016                   |         |
| Arthur Iturria          | 13 mai 1994       | 13 (5)                  | ASM Clermont Auvergne | 2017                   |         |
| Wenceslas Lauret        | 28 mars 1989      | 24 (5)                  | Racing 92             | 2010                   |         |
| Charles Ollivon         | 11 mai 1993       | 8 (5)                   | RC Toulon             | 2014                   |         |
| Troisièmes ligne centre |                   |                         |                       |                        |         |
| Grégory Alldritt        | 23 mars 1997      | 7 (15)                  | Stade rochelais       | 2019                   |         |
| Louis Picamoles         | 5 février 1986    | 79 (50)                 | Montpellier HR        | 2008                   |         |

##### Arrières
| Nom                  | Naissance         | Sélections (Ptsmarqués) | Club                  | Année de 1re sélection |                |
| Demis de mêlée       | Demis de mêlée    | Demis de mêlée          | Demis de mêlée        | Demis de mêlée         | Demis de mêlée |
| -------------------- | ----------------- | ----------------------- | --------------------- | ---------------------- | -------------- |
| Antoine Dupont       | 15 novembre 1996  | 17 (15)                 | Stade toulousain      | 2017                   |                |
| Maxime Machenaud     | 30 décembre 1988  | 36 (149)                | Racing 92             | 2012                   |                |
| Baptiste Serin       | 20 juin 1994      | 30 (83)                 | RC Toulon             | 2016                   |                |
| Demis d'ouverture    |                   |                         |                       |                        |                |
| Camille Lopez        | 3 avril 1989      | 24 (158)                | ASM Clermont Auvergne | 2013                   |                |
| Romain Ntamack       | 1er mai 1999      | 8 (25)                  | Stade toulousain      | 2019                   |                |
| Centres              |                   |                         |                       |                        |                |
| Pierre-Louis Barassi | 22 avril 1998     | -                       | Lyon OU               | -                      |                |
| Gaël Fickou          | 26 mars 1994      | 48 (35)                 | Stade français        | 2013                   |                |
| Wesley Fofana        | 20 janvier 1988   | 48 (75)                 | ASM Clermont Auvergne | 2012                   |                |
| Sofiane Guitoune     | 27 mars 1989      | 7 (15)                  | Stade toulousain      | 2013                   |                |
| Virimi Vakatawa      | 1er mai 1992      | 18 (30)                 | Racing 92             | 2016                   |                |
| Ailiers              |                   |                         |                       |                        |                |
| Yoann Huget          | 2 juin 1987       | 59 (65)                 | Stade toulousain      | 2010                   |                |
| Damian Penaud        | 25 septembre 1996 | 13 (25)                 | ASM Clermont Auvergne | 2017                   |                |
| Alivereti Raka       | 13 avril 1990     | 2 (5)                   | ASM Clermont Auvergne | 2019                   |                |
| Vincent Rattez       | 24 mars 1992      | 2 (0)                   | Stade rochelais       | 2017                   |                |
| Arrières             |                   |                         |                       |                        |                |
| Maxime Médard        | 16 novembre 1986  | 59 (73)                 | Stade toulousain      | 2008                   |                |
| Thomas Ramos         | 23 juillet 1995   | 7 (14)                  | Stade toulousain      | 2019                   |                |

### Encadrement

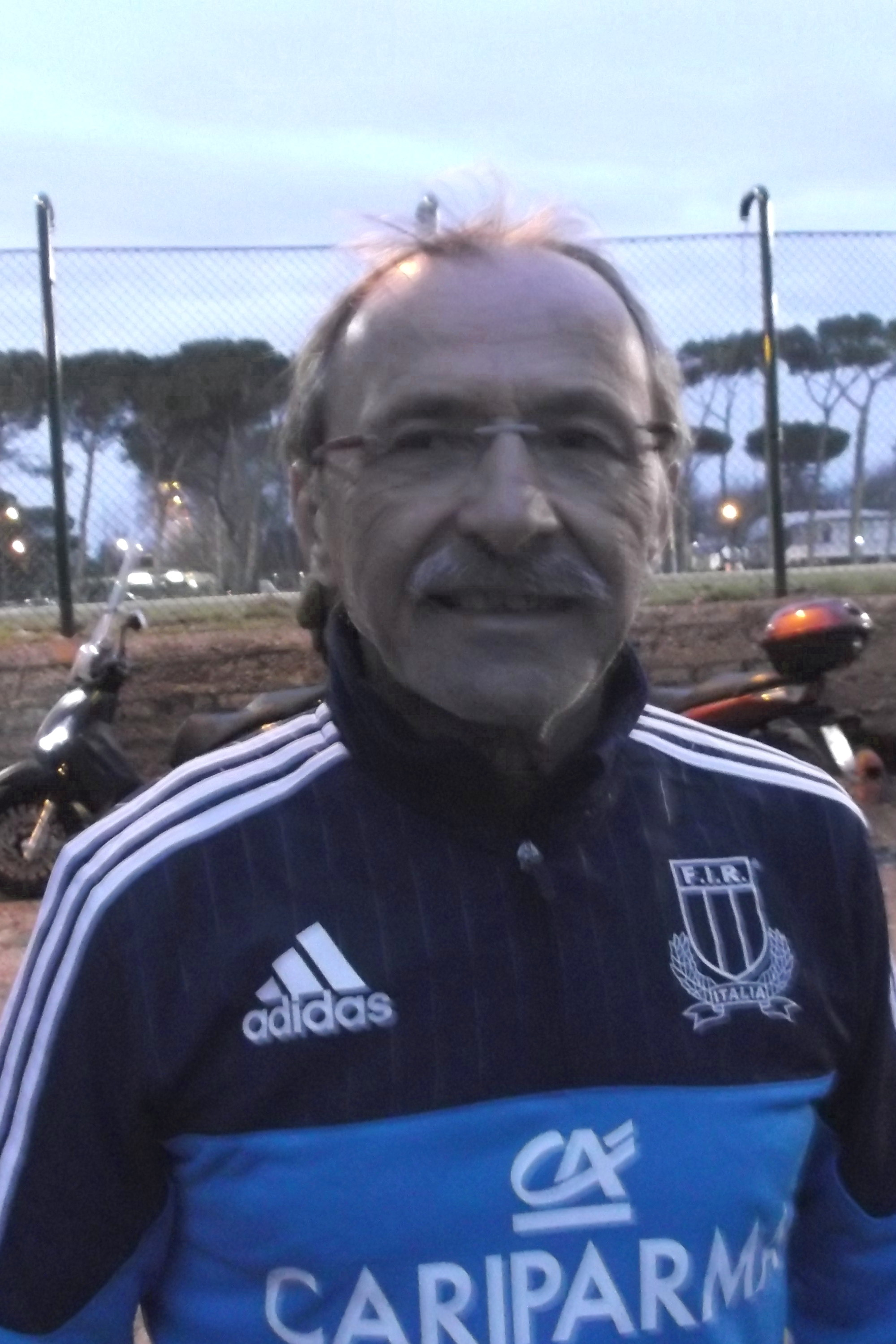
Jacques Brunel sélectionneur de l'équipe de France.

À la suite de la coupe du monde 2015, Guy Novès prend les rênes de la sélection nationale pour un contrat d'une durée de quatre se concluant à l'issue de la coupe du monde 2019. Mais l'élection de Bernard Laporte à la tête de la fédération française de rugby change la donne et ce dernier licencie Guy Novès et son staff en décembre 2017, en cause les résultats décevants du XV de France.
Un nouveau staff mené par Jacques Brunel prend les rênes de la sélection pour un contrat courant jusqu'en 2020, comprenant notamment la coupe du monde 2019. Le gersois est secondé par cinq techniciens : Julien Bonnaire (touche), Sébastien Bruno (mêlée), Jean-Baptiste Élissalde (trois-quarts), Jean-Marc Bederede (défense) et Philippe Doussy (skills et jeu au pied).
Mais les résultats restent décevant et dès le mois de février 2019, le journal spécialisé Midi olympique, révèle la possibilité de l'intégration de Fabien Galthié dans le staff de l'équipe de France. Le président de la fédération, Bernard Laporte, annonce fin avril que le sélectionneur Jacques Brunel sera remplacé à l'issue de la compétition par Fabien Galthié,. Le 7 mai, il est officiellement annoncé que Galthié rejoint le staff de l'équipe de France pour « s’occuper de l’animation collective » avec un préparateur physique, Thibault Giroud. Le 28 mai, la FFR annonce que Laurent Labit prend la place laissée libre dans le staff par Philippe Doussy, qui rejoint le Racing 92 dès l'été 2019. Il épaulera ainsi Fabien Galthié et Jean-Baptiste Élissalde, respectivement responsables de l'attaque et des trois-quarts. Labit sera après la Coupe du monde entraîneur des arrières auprès du sélectionneur Galthié.
Le staff est composé de, :
- Chef de délégation : Bernard Viviès ;
- Manager : Jacques Brunel
- Entraîneurs adjoint : Fabien Galthié (animation collective), Julien Bonnaire (touche), Sébastien Bruno (mêlée), Jean-Baptiste Élissalde (trois-quarts), Jean-Marc Béderède (défense), Laurent Labit (skills) ;
- Préparateurs physique : Gaëtan Boissard, Thibault Giroud, Cyril Gomes, Nicolas Jeanjean ;
- Médecin : Philippe Turblin ;
- Kinésithérapeutes : Cédric Cassou, Bertrand Garet ;
- Analystes vidéo : Nicolas Buffa, Manu Urdampilleta ;
- Analyste performance : Quentin Rinaldi
- Manager opérationnel : Lionel Rossigneux ;
- Intendant : Hervé Didelot.

## Compétition

### Format et tirage au sort
Le tirage au sort a lieu le 10 mai 2017 à Kyoto (Japon). Placée dans la poule C, l'équipe de France a hérité de l'Angleterre, l'Argentine, les États-Unis et les Tonga. Seuls les deux premiers sont qualifiés pour les quarts-de-finale. Les observateurs qualifient ce tirage de « compliqué » et de « poule de la mort ». Le XV de France a toujours dépassé la premier tour en Coupe du monde dans son histoire. Une élimination en poules serait donc inédite.

### Phase de poule
| Samedi 21 septembre 2019 16h15 JST (UTC+9) 9h15 CEST (UTC+2) | France | 23 – 21 (20 – 3) | Argentine | Stade de Tokyo 44 004 spectateurs Arbitre : Angus Gardner |
| Samedi 21 septembre 2019 16h15 JST (UTC+9) 9h15 CEST (UTC+2) | Essai(s) : 2 Fickou (18e), Dupont (22e) Transformation(s) : 2 Ntamack (19e, 23e) Pénalité(s) : 2 Ntamack (30e, 40e+1) Drop(s) : 1 Lopez (70e) |                  | Essai(s) : 2 Petti Pagadizábal (43e), Montoya (54e) Transformation(s) : 1 Sánchez (44e) Pénalité(s) : 3 Sánchez (15e), Urdapilleta (61e, 68e) | Stade de Tokyo 44 004 spectateurs Arbitre : Angus Gardner |
| Samedi 21 septembre 2019 16h15 JST (UTC+9) 9h15 CEST (UTC+2) | |                  | | Stade de Tokyo 44 004 spectateurs Arbitre : Angus Gardner |

| France · Titulaires · 15 Maxime Médard 60e · 14 Damian Penaud 67e · 13 Gaël Fickou 18e · 12 Virimi Vakatawa · 11 Yoann Huget · 10 Romain Ntamack · 9 Antoine Dupont 22e 72e · 8 Grégory Alldritt 60e · 7 Charles Ollivon · 6 Wenceslas Lauret · 5 Sébastien Vahaamahina · 4 Arthur Iturria 54e · 3 Rabah Slimani 46e · 2 Guilhem Guirado 46e · 1 Jefferson Poirot 67e · Remplaçants · 16 Camille Chat 46e · 17 Cyril Baille 67e · 18 Demba Bamba 46e · 19 Bernard Le Roux 54e · 20 Louis Picamoles 60e · 21 Maxime Machenaud 72e · 22 Camille Lopez 67e · 23 Thomas Ramos 60e · Entraîneur · Jacques Brunel |  | Argentine · Titulaires · Emiliano Boffelli 15 · Matías Moroni 14 · Matías Orlando 13 · Jerónimo de la Fuente 12 · 45e Ramiro Moyano 11 · 56e Nicolás Sánchez 10 · Tomás Cubelli 9 · 60e Javier Ortega Desio 8 · Marcos Kremer 7 · Pablo Matera 6 · 63e Tomás Lavanini 5 · 42e Guido Petti Pagadizábal 4 · 51e Juan Figallo 3 · 50e Agustín Creevy 2 · 63e Nahuel Tetaz Chaparro 1 · Remplaçants · 50e 54e Julián Montoya 16 · 63e Mayco Vivas 17 · 51e Santiago Medrano 18 · 63e Matías Alemanno 19 · 60e Tomás Lezana 20 · Felipe Ezcurra 21 · 56e Benjamín Urdapilleta 22 · 45e Santiago Carreras 23 · Entraîneur · Mario Ledesma |

| Mercredi 2 octobre 2019 16h45 JST (UTC+9) 9h45 CEST (UTC+2) | France | 33 – 9 (12 – 6) | États-Unis                               | Fukuoka Hakatanomori Stadium 17 660 spectateurs Arbitre : Ben O'Keeffe |
| Mercredi 2 octobre 2019 16h45 JST (UTC+9) 9h45 CEST (UTC+2) | Essai(s) : 5 Huget (6e), Raka (24e), Fickou (67e), Serin (70e), Poirot (79e) Transformation(s) : 4 Ramos (7e), Lopez (68e, 71e, 80e) |                 | Pénalité(s) : 3 MacGinty (19e, 31e, 64e) | Fukuoka Hakatanomori Stadium 17 660 spectateurs Arbitre : Ben O'Keeffe |
| Mercredi 2 octobre 2019 16h45 JST (UTC+9) 9h45 CEST (UTC+2) | |                 |                                          | Fukuoka Hakatanomori Stadium 17 660 spectateurs Arbitre : Ben O'Keeffe |

| France · Titulaires · 15 Thomas Ramos 57e · 14 Alivereti Raka 24e · 13 Sofiane Guitoune 76e · 12 Gaël Fickou 67e · 11 Yoann Huget 6e · 10 Camille Lopez · 9 Maxime Machenaud 65e · 8 Louis Picamoles · 7 Yacouba Camara · 6 Arthur Iturria 65e · 5 Paul Gabrillagues 57e · 4 Bernard Le Roux · 3 Emerick Setiano 45e · 2 Camille Chat 40e · 1 Cyril Baille 45e · Remplaçants · 16 Guilhem Guirado 40e · 17 Jefferson Poirot 79e 45e · 18 Rabah Slimani 45e · 19 Sébastien Vahaamahina 57e · 20 Grégory Alldritt 65e · 21 Baptiste Serin 70e 65e · 22 Romain Ntamack 76e · 23 Maxime Médard 57e · Entraîneur · Jacques Brunel |  | États-Unis · Titulaires · Mike Te'o 15 · Blaine Scully 14 · Marcel Brache 13 · Bryce Campbell 12 · 72e Martin Iosefo 11 · 79e AJ MacGinty 10 · 54e Shaun Davies 9 · 60e Hanco Germishuys 8 · Cam Dolan 7 · 58e Tony Lamborn 6 · Nick Civetta 5 · 68e Nate Brakeley 4 · 54e Titi Lamositele 3 · 65e Joe Taufete'e 2 · 68e Eric Fry 1 · Remplaçants · 65e Dylan Fawsitt 16 · 68e Olive Kilifi 17 · 54e Paul Mullen 18 · 68e Greg Peterson 19 · 58e Ben Pinkelman 20 · 54e Ruben de Haas 21 · 79e Will Magie 22 · 72e Thretton Palamo 23 · Entraîneur · Gary Gold (en) |

| Dimanche 6 octobre 2019 16h45 JST (UTC+9) 9h45 CEST (UTC+2) | France | 23 – 21 (17 – 7) | Tonga                                                                                                  | Stade de Kumamoto 28 477 spectateurs Arbitre : Nic Berry |
| Dimanche 6 octobre 2019 16h45 JST (UTC+9) 9h45 CEST (UTC+2) | Essai(s) : 2 Vakatawa (6e), Raka (32e) Transformation(s) : 2 Ntamack (6e, 32e) Pénalité(s) : 3 Ntamack (4e, 52e, 60e) |                  | Essai(s) : 3 Takulua (40e, 47e), Kapeli (79e) Transformation(s) : 3 Takulua (40e+1, 48e), Fosita (80e) | Stade de Kumamoto 28 477 spectateurs Arbitre : Nic Berry |
| Dimanche 6 octobre 2019 16h45 JST (UTC+9) 9h45 CEST (UTC+2) | |                  | | Stade de Kumamoto 28 477 spectateurs Arbitre : Nic Berry |

| France · Titulaires · 15 Maxime Médard · 14 Damian Penaud · 13 Virimi Vakatawa 6e 67e · 12 Sofiane Guitoune · 11 Alivereti Raka 32e · 10 Romain Ntamack 67e · 9 Baptiste Serin 54e · 8 Grégory Alldritt 62e · 7 Charles Ollivon · 6 Wenceslas Lauret · 5 Sébastien Vahaamahina 53e · 4 Paul Gabrillagues · 3 Rabah Slimani 53e · 2 Camille Chat 60e · 1 Jefferson Poirot 53e · Remplaçants · 16 Guilhem Guirado 60e · 17 Cyril Baille 53e · 18 Emerick Setiano 53e · 19 Bernard Le Roux 53e · 20 Yacouba Camara 62e · 21 Antoine Dupont 54e · 22 Camille Lopez 67e · 23 Pierre-Louis Barassi 67e · Entraîneur · Jacques Brunel |  | Tonga · Titulaires · Telusa Veainu 15 · Cooper Vuna 14 · Malietoa Hingano 13 · Siale Piutau 12 · 67e David Halaifonua 11 · 67e James Faiva 10 · 60e 40, 47eSonatane Takulua 9 · 62e Ma'ama Vaipulu 8 · 79e Zane Kapeli 7 · Sione Kalamafoni 6 · 61e Leva Fifita 5 · 72e Sam Lousi 4 · 62e 41e Ma'afu Fia 3 · 62e 57e Paul Ngauamo 2 · 65e Siegfried Fisi'ihoi 1 · Remplaçants · 62e 57e Sosefo Sakalia 16 · 65e Vunipola Fifita (en) 17 · 62e 41e Siua Halanukonuka 18 · 61e Steve Mafi 19 · 62e Nasi Manu 20 · 60e Leon Fukofuka 21 · 67e Latiume Fosita 22 · 67e Atieli Pakalani (en) 23 · Entraîneur · Toutai Kefu |

| Samedi 12 octobre 2019 17h15 JST (UTC+9) 10h15 CEST (UTC+2) | Angleterre | 0 – 0 (Match annulé) | France | Stade international de Yokohama |
| Samedi 12 octobre 2019 17h15 JST (UTC+9) 10h15 CEST (UTC+2) |            |                      |        | Stade international de Yokohama |
| Samedi 12 octobre 2019 17h15 JST (UTC+9) 10h15 CEST (UTC+2) |            |                      |        | Stade international de Yokohama |

| Rang | Pays       | J | V | N | D | Bo | Bd | Pm  | Pe  | Diff | Pts |
| ---- | ---------- | - | - | - | - | -- | -- | --- | --- | ---- | --- |
| 1    | Angleterre | 4 | 3 | 1 | 0 | 3  | 0  | 119 | 20  | +99  | 17  |
| 2    | France     | 4 | 3 | 1 | 0 | 1  | 0  | 79  | 51  | +28  | 15  |
| 3    | Argentine  | 4 | 2 | 0 | 2 | 2  | 1  | 106 | 91  | +15  | 11  |
| 4    | Tonga      | 3 | 0 | 0 | 3 | 0  | 1  | 36  | 86  | -50  | 1   |
| 5    | États-Unis | 3 | 0 | 0 | 3 | 0  | 0  | 33  | 125 | -92  | 0   |

### Phase finale
| Dimanche 20 octobre 2019 16h15 JST (UTC+9) 9h15 CEST (UTC+2) | Pays de Galles | 20 – 19 (10 – 19) | France | Stade d'Oita Arbitre : Jaco Peyper |
| Dimanche 20 octobre 2019 16h15 JST (UTC+9) 9h15 CEST (UTC+2) | Essai(s) : 2 Wainwright (12e), Moriarty (74e) Transformation(s) : 2 Biggar (13e, 75e) Pénalité(s) : 2 Biggar (20e, 54e) Carton(s) jaune(s) : 1 Moriarty (29e) |                   | Essai(s) : 3 Vahaamahina (5e), Ollivon (8e), Vakatawa (31e) Transformation(s) : 2 Ntamack (9e, 32e) Carton(s) rouge(s) : 1 Vahaamahina (49e) | Stade d'Oita Arbitre : Jaco Peyper |
| Dimanche 20 octobre 2019 16h15 JST (UTC+9) 9h15 CEST (UTC+2) | |                   | | Stade d'Oita Arbitre : Jaco Peyper |

| Pays de Galles | France |

| Pays de Galles · Titulaires · 15 Liam Williams · 14 George North · 13 Owen Watkin · 12 Hadleigh Parkes · 11 Josh Adams · 10 Dan Biggar · 09 Gareth Davies 54e · 08 Josh Navidi 27e · 07 Justin Tipuric · 06 Aaron Wainwright 12e · 05 Alun Wyn Jones · 04 Jake Ball 62e · 03 Tomas Francis 62e · 02 Ken Owens 75e · 01 Wyn Jones 62e · Remplaçants · 16 Elliot Dee 75e · 17 Rhys Carré 62e · 18 Dillon Lewis 62e · 19 Adam Beard 62e · 20 Ross Moriarty 27e 74e 29e à 39e · 21 Tomos Williams 54e · 22 Rhys Patchell · 23 Leigh Halfpenny · Entraîneur · Warren Gatland |  |  | France · Titulaires · 77e Maxime Médard 15 · Damian Penaud 14 · 31eVirimi Vakatawa 13 · Gaël Fickou 12 · Yoann Huget 11 · 40e Romain Ntamack 10 · 72e Antoine Dupont 09 · 54e Grégory Alldritt 08 · 8eCharles Ollivon 07 · Wenceslas Lauret 06 · 48e 5eSébastien Vahaamahina 05 · 65e Bernard Le Roux 04 · 72e Rabah Slimani 03 · 49e Guilhem Guirado 02 · 67e Jefferson Poirot 01 · Remplaçants · 49e Camille Chat 16 · 67e Cyril Baille 17 · 72e Emerick Setiano 18 · 54e Paul Gabrillagues 19 · 65e Louis Picamoles 20 · 72e Baptiste Serin 21 · 40e Camille Lopez 22 · 77e Vincent Rattez 23 · Entraîneur · Jacques Brunel |

## Statistiques

### Temps de jeu

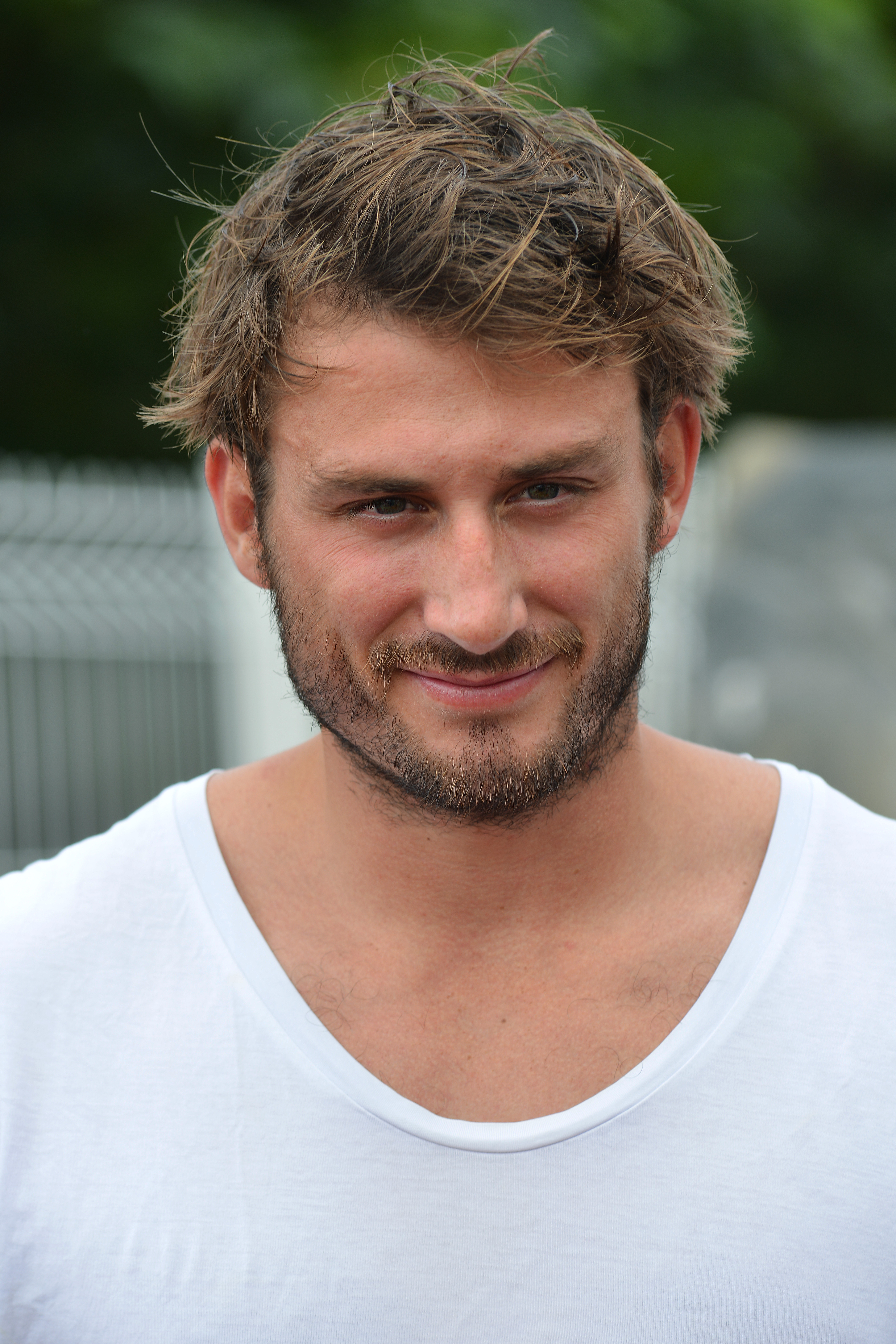
Maxime Médard
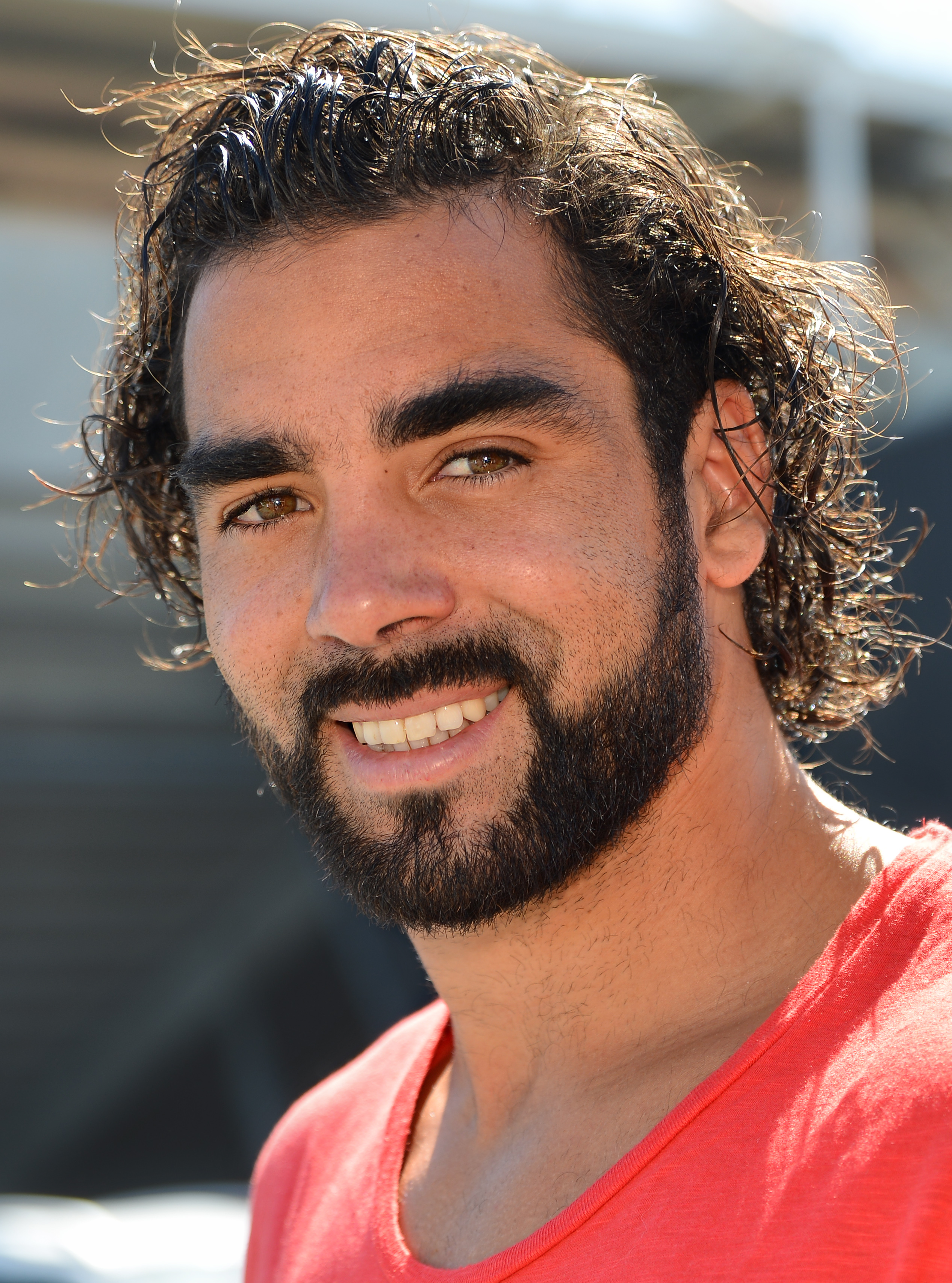
Yoann Huget
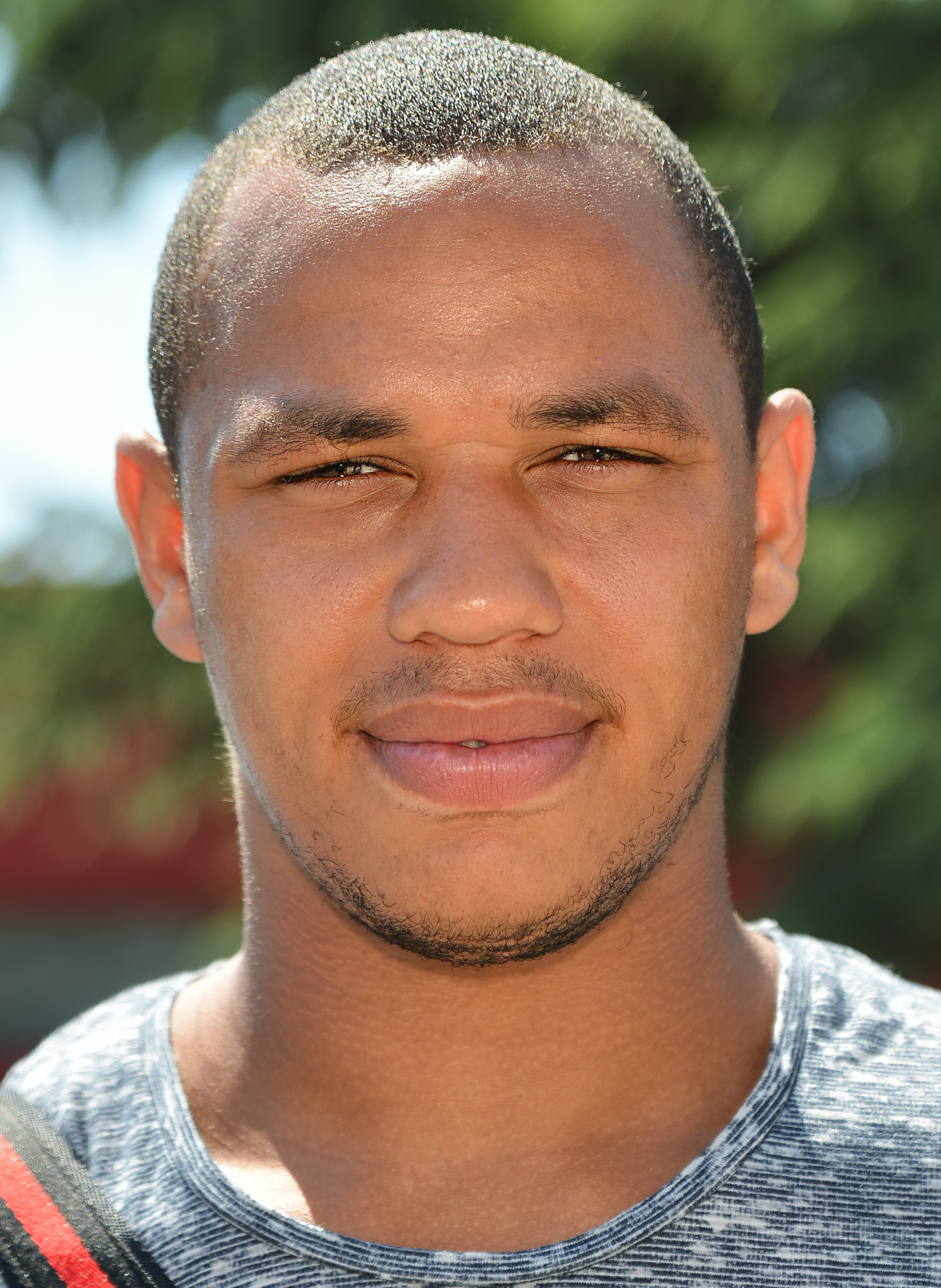
Gaël Fickou

| Rang | Joueur                | Poste                            | Total   | Argentine | États-Unis | Tonga  | Quart de finale |
| ---- | --------------------- | -------------------------------- | ------- | --------- | ---------- | ------ | --------------- |
| 1    | Maxime Médard         | Arrière                          | 241 min | 61 min    | 23 min     | 80 min | 77 min          |
| 2    | Yoann Huget           | Ailier                           | 240 min | 80 min    | 80 min     | -      | 80 min          |
| -    | Gaël Fickou           | Centre                           | 240 min | 80 min    | 80 min     | -      | 80 min          |
| -    | Wenceslas Lauret      | Troisième ligne aile             | 240 min | 80 min    | -          | 80 min | 80 min          |
| -    | Charles Ollivon       | Troisième ligne aile             | 240 min | 80 min    | -          | 80 min | 80 min          |
| 6    | Damian Penaud         | Ailier                           | 228 min | 68 min    | -          | 80 min | 80 min          |
| 7    | Virimi Vakatawa       | Centre                           | 226 min | 80 min    | -          | 66 min | 80 min          |
| 8    | Jefferson Poirot      | Pilier                           | 224 min | 68 min    | 35 min     | 53 min | 68 min          |
| 9    | Rabah Slimani         | Pilier                           | 205 min | 47 min    | 35 min     | 53 min | 73 min          |
| 10   | Sébastien Vahaamahina | Deuxième ligne                   | 204 min | 80 min    | 23 min     | 53 min | 48 min          |
| 11   | Bernard Le Roux       | Deuxième ligne                   | 198 min | 25 min    | 80 min     | 27 min | 66 min          |
| 12   | Grégory Alldritt      | Troisième ligne centre           | 191 min | 61 min    | 15 min     | 62 min | 55 min          |
| 13   | Romain Ntamack        | Demi d'ouverture ou centre       | 190 min | 80 min    | 4 min      | 66 min | 40 min          |
| 14   | Antoine Dupont        | Demi de mêlée                    | 172 min | 73 min    | -          | 26 min | 73 min          |
| 15   | Camille Chat          | Talonneur                        | 164 min | 33 min    | 41 min     | 60 min | 30 min          |
| 16   | Paul Gabrillagues     | Deuxième ligne                   | 162 min | -         | 57 min     | 80 min | 25 min          |
| 17   | Alivereti Raka        | Ailier                           | 160 min | -         | 80 min     | 80 min | -               |
| 18   | Sofiane Guitoune      | Centre                           | 156 min | -         | 76 min     | 80 min | -               |
| -    | Guilhem Guirado       | Talonneur                        | 156 min | 47 min    | 39 min     | 20 min | 50 min          |
| 20   | Camille Lopez         | Demi d'ouverture                 | 146 min | 12 min    | 80 min     | 14 min | 40 min          |
| 21   | Arthur Iturria        | Deuxième ou troisième ligne aile | 120 min | 55 min    | 65 min     | -      | -               |
| 22   | Louis Picamoles       | Troisième ligne centre           | 113 min | 19 min    | 80 min     | -      | 14 min          |
| 23   | Yacouba Camara        | Troisième ligne aile             | 98 min  | -         | 80 min     | 18 min | -               |
| 24   | Cyril Baille          | Pilier                           | 96 min  | 12 min    | 45 min     | 27 min | 12 min          |
| 25   | Emerick Setiano       | Pilier                           | 79 min  | -         | 45 min     | 27 min | 7 min           |
| 26   | Thomas Ramos          | Arrière                          | 76 min  | 19 min    | 57 min     | -      | -               |
| -    | Baptiste Serin        | Demi de mêlée                    | 76 min  | -         | 15 min     | 54 min | 7 min           |
| 28   | Maxime Machenaud      | Demi de mêlée                    | 72 min  | 7 min     | 65 min     | -      | -               |
| 29   | Demba Bamba           | Pilier                           | 33 min  | 33 min    | -          | -      | -               |
| 30   | Pierre-Louis Barassi  | Centre                           | 14 min  | -         | -          | 14 min | -               |
| 31   | Vincent Rattez        | Arrière                          | 3 min   | -         | -          | -      | 3 min           |

### Meilleurs réalisateurs
| Rang | Joueur                | Poste                | Points | Essais | Transf. | Pén. | Drops |
| ---- | --------------------- | -------------------- | ------ | ------ | ------- | ---- | ----- |
| 1    | Romain Ntamack        | Demi d'ouverture     | 27     | 0      | 6       | 5    | 0     |
| 2    | Gaël Fickou           | Centre               | 10     | 2      | 0       | 0    | 0     |
| -    | Alivereti Raka        | Ailier               | 10     | 2      | 0       | 0    | 0     |
| -    | Virimi Vakatawa       | Centre               | 10     | 2      | 0       | 0    | 0     |
| 5    | Camille Lopez         | Demi d'ouverture     | 9      | 0      | 3       | 0    | 1     |
| 6    | Antoine Dupont        | Demi de mêlée        | 5      | 1      | 0       | 0    | 0     |
| -    | Yoann Huget           | Ailier               | 5      | 1      | 0       | 0    | 0     |
| -    | Baptiste Serin        | Demi de mêlée        | 5      | 1      | 0       | 0    | 0     |
| -    | Jefferson Poirot      | Pilier               | 5      | 1      | 0       | 0    | 0     |
| -    | Sébastien Vahaamahina | Deuxième ligne       | 5      | 1      | 0       | 0    | 0     |
| -    | Charles Ollivon       | Troisième ligne aile | 5      | 1      | 0       | 0    | 0     |
| 12   | Thomas Ramos          | Arrière              | 2      | 0      | 1       | 0    | 0     |

### Meilleurs marqueurs

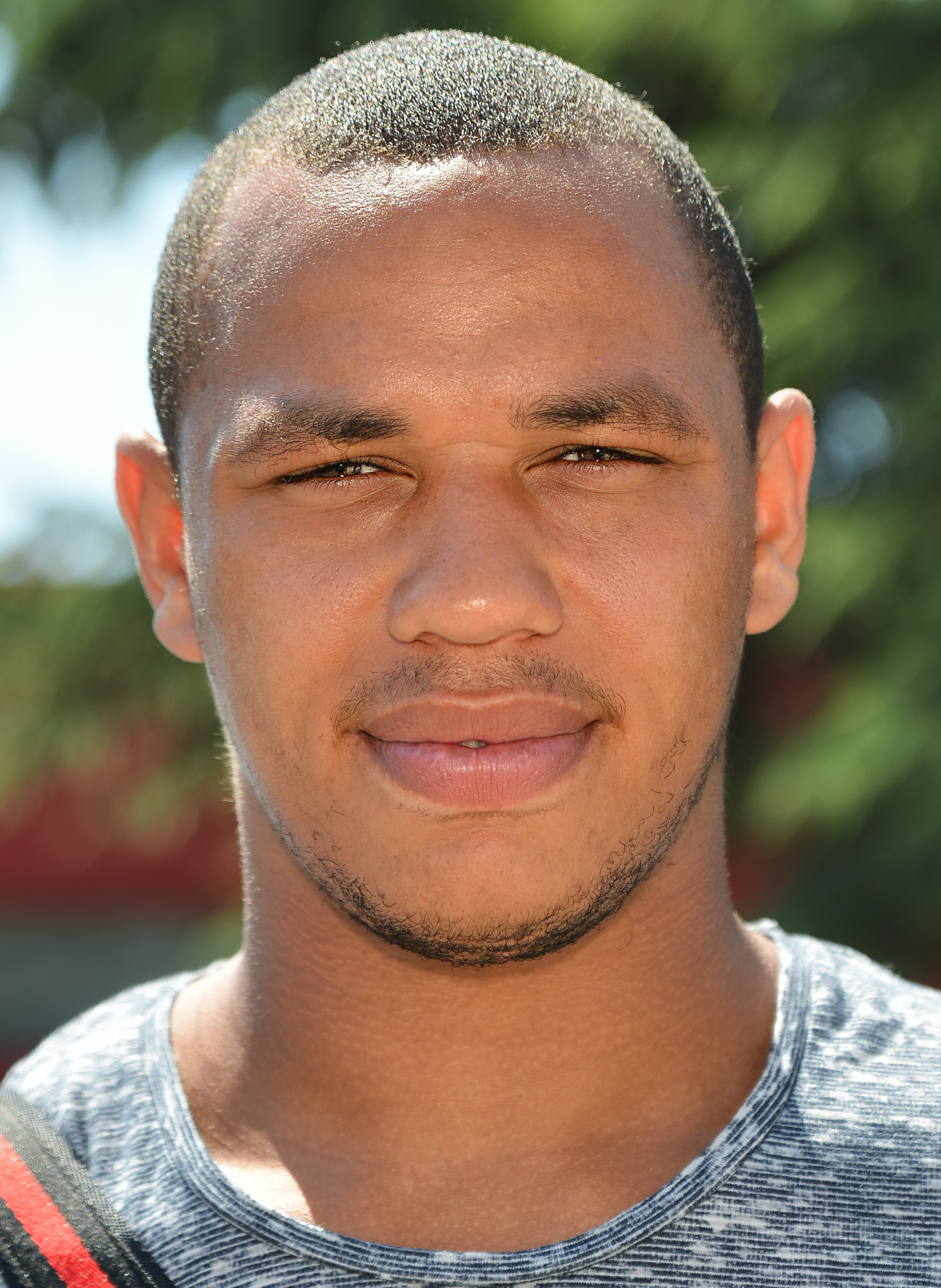
Gaël Fickou
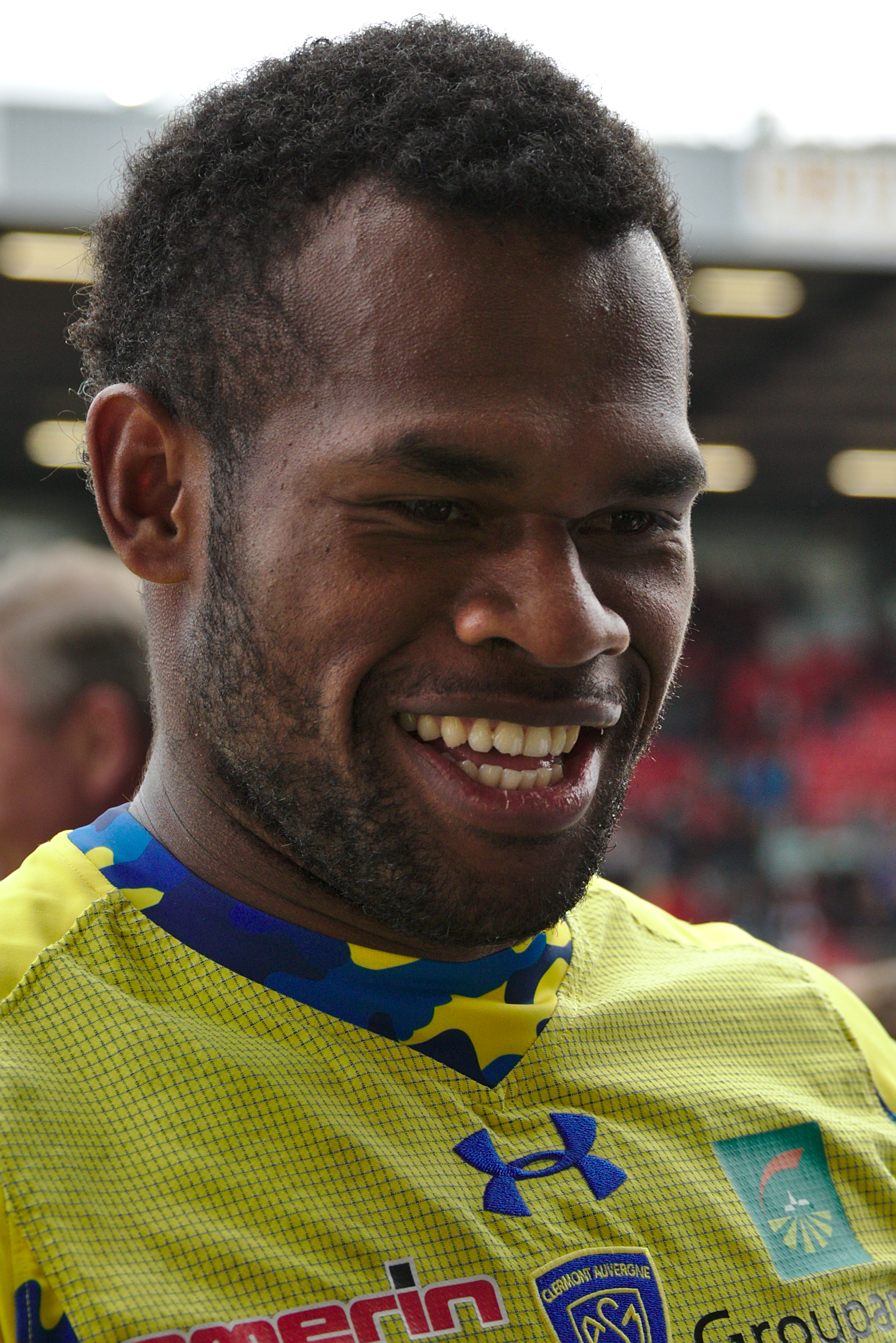
Alivereti Raka
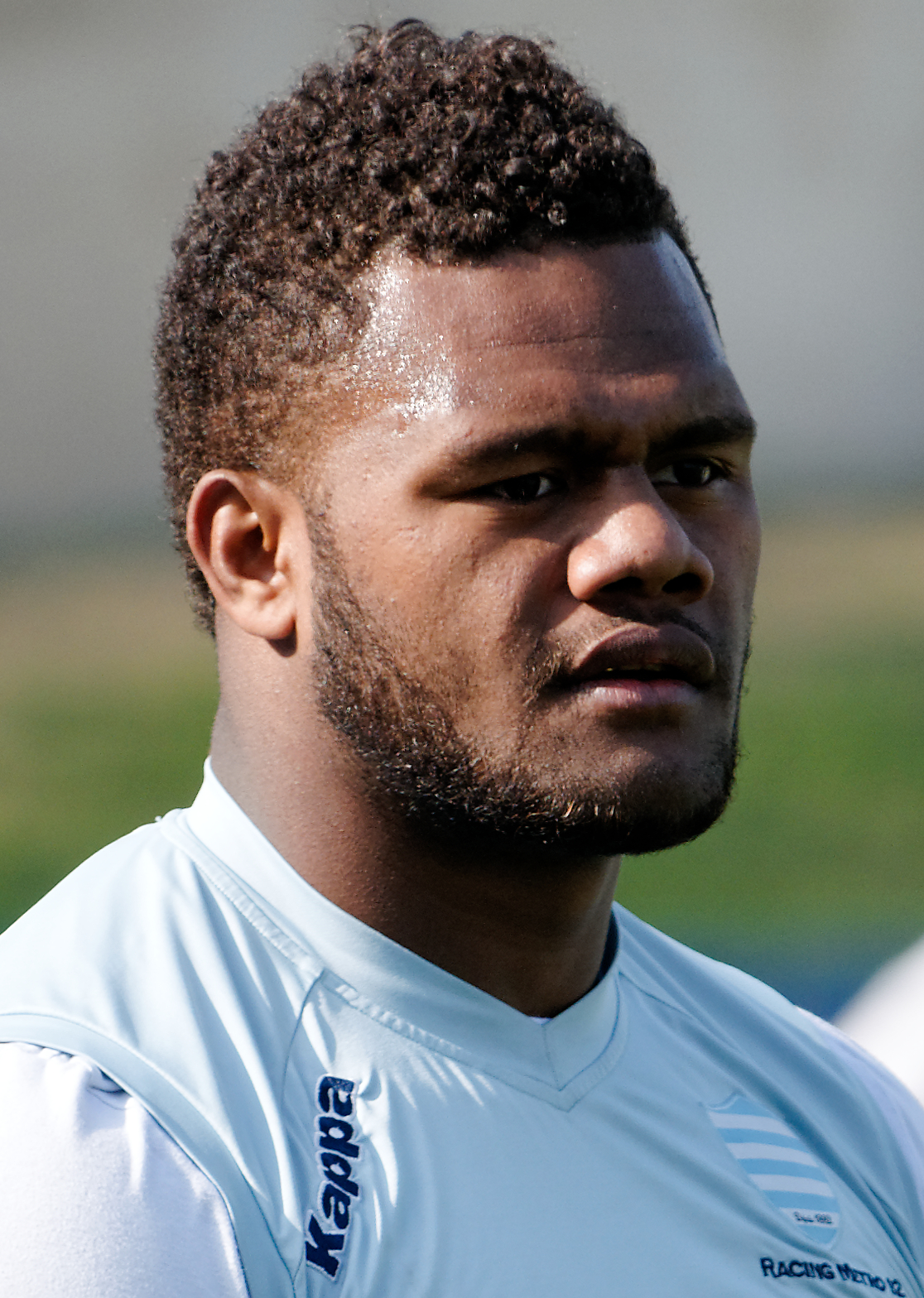
Virimi Vakatawa

| Rang | Joueur                | Poste                | Essais |
| ---- | --------------------- | -------------------- | ------ |
| 1    | Gaël Fickou           | Centre               | 2      |
| -    | Alivereti Raka        | Ailier               | 2      |
| -    | Virimi Vakatawa       | Centre               | 2      |
| 4    | Antoine Dupont        | Demi de mêlée        | 1      |
| -    | Yoann Huget           | Ailier               | 1      |
| -    | Baptiste Serin        | Demi de mêlée        | 1      |
| -    | Jefferson Poirot      | Pilier               | 1      |
| -    | Sébastien Vahaamahina | Deuxième ligne       | 1      |
| -    | Charles Ollivon       | Troisième ligne aile | 1      |

## Audiences télévisuelles
| Jour de diffusion     | Heure (CEST) | Match                   | Diffuseur | Téléspectateurs | Part d'audience | Référence |
| --------------------- | ------------ | ----------------------- | --------- | --------------- | --------------- | --------- |
| Matchs de préparation |              |                         |           |                 |                 |           |
| 17 août 2019          | 21 h 5       | France – Écosse         | France 2  | 2 715 000       | 17,5 %          | [ 41 ]    |
| 24 août 2019          | 14 h 10      | Écosse - France         | France 2  | 2 150 000       | 22,7 %          | [ 42 ]    |
| 30 août 2019          | 21 h 10      | France – Italie         | TF1       | 3 000 000       | 17,6 %          | [ 43 ]    |
| Coupe du monde        |              |                         |           |                 |                 |           |
| 21 septembre 2019     | 9 h 15       | France – Argentine      | TF1       | 4 279 000       | 56,9 %          | [ 44 ]    |
| 2 octobre 2019        | 9 h 45       | France – États-Unis     | TF1       | 2 684 000       | 48,3 %          | [ 44 ]    |
| 6 octobre 2019        | 9 h 45       | France – Tonga          | TF1       | 5 207 000       | 54,4 %          | [ 44 ]    |
| 20 octobre 2019       | 9 h 15       | Pays de Galles - France | TF1       | 6 739 000       | 62,9 %          | [ 44 ]    |